# 델타 포스 2
델타 포스 2(Delta Force 2)는 노바로직의 델타 포스의 두 번째 시리즈이다. 1999년 10월 31일 북미지역에 발매되었고, 대한민국에는 동서게임채널을 통해 배급되었다.
2005년 4월, 전작과 마찬가지로 리메이크 작품인 델타 포스: 익스트림 2가 발매되었다.

## 개요
《델타 포스 2》에서 플레이어는 전작과 마찬가지로 델타 포스 소속 브라보 팀의 이름 없는 대원으로서, 전 세계의 위험한 분쟁 지역에 투입되게 된다. 임무 중에 때로는 각각 2명으로 구성된 알파 팀이나 찰리 팀, 그리고 델타 팀과 함께 행동하게 된다. 전작의 특정 국가의 군사 조직이나 테러 조직을 공격하는 구성에서, 전 세계를 활동 지역으로 삼아, 생물학 무기에 대한 “공공의 결의 작전(Operation Common Resolve)”과 우라늄을 핵전쟁을 일으키려는 거대한 테러 조직 “연합 자유”(United Freedom)과 핵무기에 대한 “국제 집행 작전(Operation Global Enforcement)”으로 나뉜다.
전작에 비해 전체적으로 게임의 균형이 강화되었다. 그리고 엔진이 개량되면서 그래픽이 개선되고, 일부 3D 가속 기능을 가진 그래픽 카드를 지원한다.

## 평가
| 평가 |        |
| --- | ------ |
| 통합 점수 통합사 점수 게임랭킹스 73% [ 1 ] 평론 점수 평론사 점수 올게임 [ 2 ] CGW [ 3 ] 유로게이머 8/10 [ 4 ] 게임 레볼루션 B [ 5 ] 게임프로 게임스팟 8.2/10 [ 6 ] IGN 7.5/10 [ 7 ] 넥스트 제네레이션 [ 8 ] PC 게이머 (US) 74% [ 9 ] PC 존 63% [ 10 ] |        |
| 통합 점수 |        |
| 통합사 | 점수   |
| 게임랭킹스 | 73%    |
| 평론 점수 |        |
| 평론사 | 점수   |
| 올게임 | [ 2 ]  |
| CGW | [ 3 ]  |
| 유로게이머 | 8/10   |
| 게임 레볼루션 | B      |
| 게임프로 | 4/별   |
| 게임스팟 | 8.2/10 |
| IGN | 7.5/10 |
| 넥스트 제네레이션 | [ 8 ]  |
| PC 게이머 (US) | 74%    |
| PC 존 | 63%    |